# Melananthus fasciculatus
Melananthus fasciculatus är en potatisväxtart som först beskrevs av George Bentham, och fick sitt nu gällande namn av Solered. Melananthus fasciculatus ingår i släktet Melananthus och familjen potatisväxter. Inga underarter finns listade i Catalogue of Life.